# Audrey Ferris
Audrey Ferris (30 de agosto de 1909-3 de mayo de 1990) fue una actriz cinematográfica estadounidense de la era del cine mudo que trabajó en los años veinte y treinta.
Su verdadero nombre era Audrey Kellar, y nació en Detroit, Míchigan. Ferris se trasladó a Hollywood alrededor de 1926, y empezó para poder hacer carrera como actriz. En 1927 obtuvo su primer papel secundario en Woman's Law, protagonizada por Lillian Rich. Ese año actuó en seis películas, y en 1928 en ocho. También en 1928 fue elegida una de las trece WAMPAS Baby Stars, junto a la actriz Sue Carol, entre otras. 1928 fue su mejor año, llegando a la cima de su carrera.
En 1929 solo participó en tres filmes pero, a diferencia de otras estrellas del cine mudo, tuvo éxito en la transición al cine sonoro. Sin embargo, recibió pocos papeles importantes, y protagonizó únicamente una película en 1930 y otras dos en 1932. Tras un papel protagonista en el film de 1933 Justice Takes a Holiday, con H.B. Warner y Huntley Gordon, solo tuvo otra actuación en la película de 1935 The Marriage Bargain, junto a Lon Chaney y Lila Lee. Se retiró poco después, asentándose en Los Ángeles, California, donde falleció en 1990.